# D12 World
D12 World — другий студійний альбом детройтського реп-гурту D12, виданий 27 квітня 2004 р. Виконавчий продюсер: Eminem. Платівка посіла 1-шу сходинку чарту Billboard 200 з результатом у близько 544 тис. проданих копій за перший тиждень.
Гурт присвятив пісню «Good Die Young» пам'яті Bugz, учасника D12, котрого застрелили 21 травня 1999 р. У 2003 р. трек «6 in the Morning» з'явився на міні-альбомі Емінема Straight from the Lab під назвою «Come on In». Скіт «Bugz '97» містить фраґмент у виконанні репера Bugz з композиції 1997 р. «Desperados». Пісня «Just Like U» відсутня на цензурованій версії платівки. Композиція «Barbershop» увійшла до саундтреку фільму «Перукарня 2: Знову у справі».

## Список пісень
| #   | Назва                                   | Продюсер(и)                                  | Тривалість |
| --- | --------------------------------------- | -------------------------------------------- | ---------- |
| 1.  | «Git Up»                                | Eminem; Luis Resto (дод. прод.)              | 4:03       |
| 2.  | «Loyalty» (з участю Obie Trice)         | Eminem; Luis Resto (дод. прод.)              | 5:54       |
| 3.  | «Just Like U»                           | Hi-Tek; Eminem, Luis Resto (дод. прод.)      | 3:31       |
| 4.  | «I'll Be Damned»                        | Mr. Porter; Eminem, Luis Resto (дод. прод.)  | 4:21       |
| 5.  | «Dude» (skit)                           | Eminem                                       | 1:14       |
| 6.  | «My Band»                               | Eminem; Luis Resto (дод. прод.)              | 4:58       |
| 7.  | «U R the One»                           | Mr. Porter                                   | 4:19       |
| 8.  | «6 in the Morning»                      | Eminem; Luis Resto (дод. прод.)              | 4:38       |
| 9.  | «How Come»                              | Witt та Pep                                  | 4:09       |
| 10. | «Leave Dat Boy Alone»                   | Red Spyda; Eminem, Luis Resto (дод. прод.)   | 5:23       |
| 11. | «Get My Gun»                            | Eminem; Luis Resto (дод. прод.)              | 4:34       |
| 12. | «Bizarre» (skit)                        | Eminem                                       | 1:21       |
| 13. | «Bitch»                                 | Eminem; Luis Resto (дод. прод.)              | 4:56       |
| 14. | «Steve's Coffee House» (skit)           | Eminem                                       | 0:51       |
| 15. | «D-12 World»                            | Kanye West                                   | 3:10       |
| 16. | «40 Oz.»                                | Trackboyz                                    | 4:02       |
| 17. | «Commercial Break» (з участю Young Zee) | Mr. Porter                                   | 1:12       |
| 18. | «American Psycho II» (з участю B-Real)  | Dr. Dre, Mike Elizondo                       | 3:44       |
| 19. | «Bugz '97» (skit)                       | Eminem                                       | 1:05       |
| 20. | «Good Die Young»                        | Mr. Porter; Ess Man (співпрод.)              | 5:56       |
| 21. | «Keep Talkin»                           | Night & Day; Eminem, Luis Resto (дод. прод.) | 4:28       |

| Бонус-треки спеціального видання | Бонус-треки спеціального видання | Бонус-треки спеціального видання | Бонус-треки спеціального видання |
| #                                | Назва                            | Продюсер(и)                      | Тривалість                       |
| -------------------------------- | -------------------------------- | -------------------------------- | -------------------------------- |
| 1.                               | «Barbershop»                     | Mr. Porter                       | 4:23                             |
| 2.                               | «Slow Your Roll»                 | Eminem                           | 4:25                             |

| Бонус-DVD делюкс-видання | Бонус-DVD делюкс-видання                  | Бонус-DVD делюкс-видання |
| #                        | Назва                                     | Тривалість               |
| ------------------------ | ----------------------------------------- | ------------------------ |
| 1.                       | «Making of the Album»                     |                          |
| 2.                       | «Behind the Scenes»                       |                          |
| 3.                       | «My Band» (версія відеокліпу без цензури) |                          |
| 4.                       | «40 Oz.» (версія відеокліпу без цензури)  |                          |

## Учасники
- Стів Бокмен, Dr. Dre, Eminem — зведення
- Джо Борхес — асистент звукорежисера
- Тоні Кампана, Річард Гант, Майкл Стрендж, Майк «Chav» Чаварріа — звукорежисери
- Ларрі Чатман — координатор проекту
- Майк Елізондо, Red Spyda, Луїс Ресто — клавішні
- 50 Cent — вокал на «Get My Gun»
- Браян «Big Bass» Ґарденер — мастеринг
- Маркус Гайссер, Марк Лабель, Трейсі Макнью, Ріґґс Моралес — A&R
- Стівен Кінґ — бас-гітара, гітара, звукорежисер, зведення
- Саша Волдман — фотограф

## Чартові позиції
| Чарт (2004)                     | Найвища позиція |
| ------------------------------- | --------------- |
| Австралія                       | 2               |
| Австрія                         | 5               |
| Велика Британія                 | 1               |
| Данія                           | 6               |
| Ірландія                        | 1               |
| Канада                          | 1               |
| Нідерланди                      | 9               |
| Німеччина                       | 2               |
| Нова Зеландія                   | 1               |
| Норвегія                        | 5               |
| США                             | 1               |
| US Billboard Rap Albums         | 1               |
| US Billboard R&B/Hip-Hop Albums | 1               |
| Фландрія                        | 9               |
| Франція                         | 9               |
| Швейцарія                       | 3               |
| Швеція                          | 6               |